# Podadera

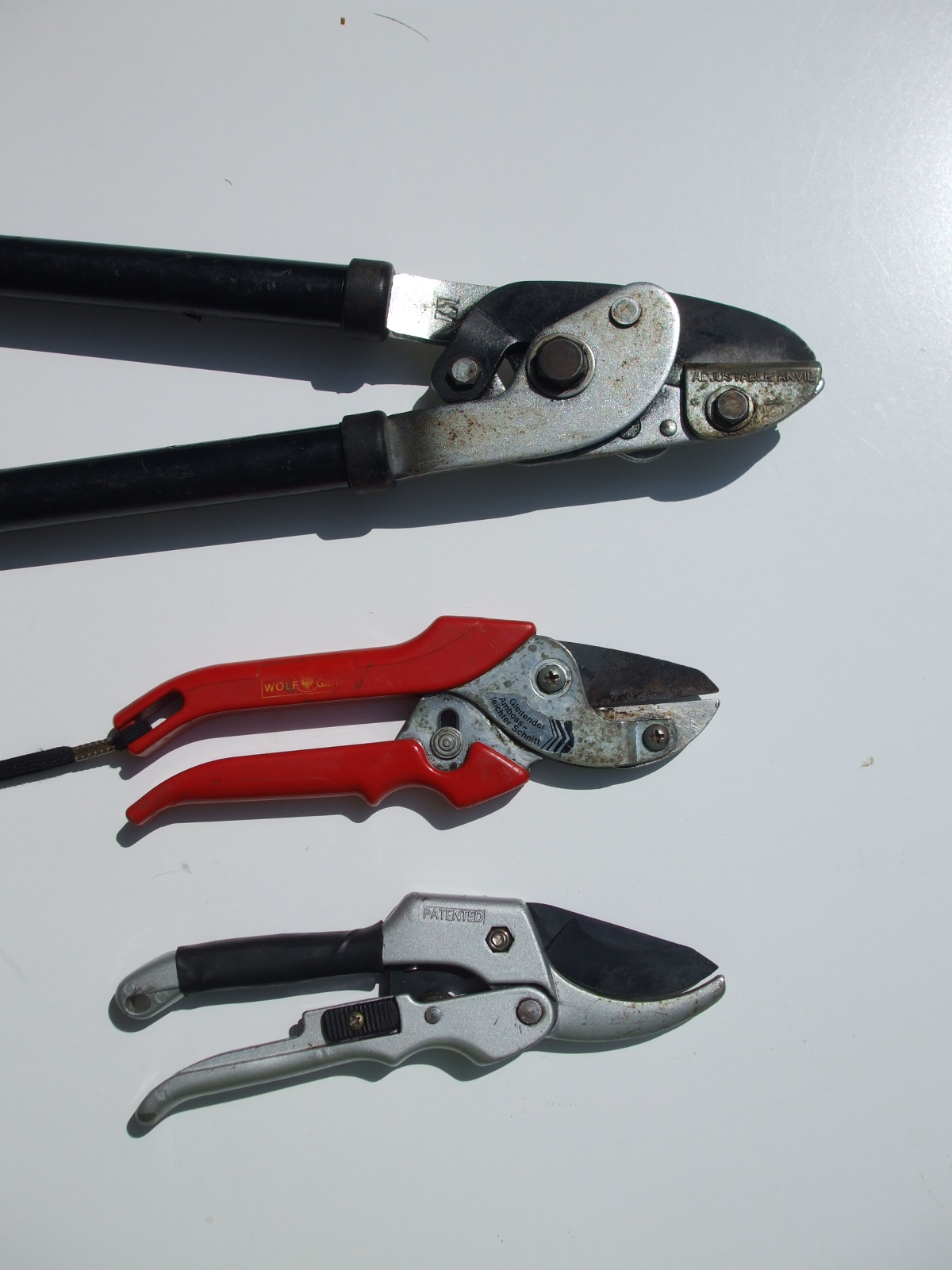
Podaderas.

Una podadera, es una herramienta utilizada para realizar labores de poda.
La podadera es una herramienta cortante diseñada especialmente para efectuar la poda de árboles y arbustos. Su mecanismo es similar al de una tijera al contar con dos hojas que se mueven sobre un eje ejerciendo un mecanismo de palanca. Las hojas con los cantos afilados cortan los objetos que se sitúan entre ellas. Las podaderas se caracterizan por la menor longitud y mayor robustez de las hojas que una tijera normal lo que las habilita para cortar elementos gruesos. Pueden tener una sola hoja afilada o las dos.
Se distinguen los diferentes tipos :
- Tijeras de podar. Tienen las hojas curvas para hacer cortes limpios y cercanos al tronco.
- Podadera de yunque. Consta de una hoja afilada que presiona sobre una superficie plana que hace las veces de yunque.
- Podadera de brazo largo. Cuenta con asas extensas de modo que se ejerce un esfuerzo incrementado de palanca. De este modo, puede cortar tallos más gruesos que las simples tijeras.
- Podadera de varilla. Consta de un elemento cortante situado al final de una varilla que se acciona mediante un cordel. Se utiliza para cortar ramas muy elevadas o de difícil acceso.